# Augustine Ahinful
Augustine Ahinful (Acra, Ghana, 30 de noviembre de 1974) es un exfutbolista ghanés.

## Trayectoria
Fue internacional con la selección de fútbol de Ghana. Participó en la Copa Mundial de Fútbol Sub-20 de 1993, en la sección de fútbol de los Juegos Olímpicos de Atlanta 1996 y en la Copa Africana de Naciones 2000. Fue campeón de la Copa de Turquía en la temporada 2003-04.